# Scorpiops afghanus
Scorpiops afghanus es una especie de escorpión del género Scorpiops, familia Euscorpiidae. Fue descrita científicamente por Lourenço & Qi, 2006.
Habita en Afganistán. El holotipo hembra mide 36,2 mm.